# Бристол (Виргиния)
Бристол (англ. Bristol) — независимый город (то есть не входящий в состав какого-либо округа) в штате Виргиния (США). Вместе с городом Бристол в штате Теннесси образует единый город, формально разделённый на две части административной границей между штатами из-за старой ошибки межевания.

## История
В середине XIX века в этих местах находилась плантация, принадлежавшая преподобному Джеймсу Кингу. В 1852 году его зять Джозеф Андерсон узнал, что в этих местах должна произойти стыковка двух железных дорог, и решил, что это будет хорошим местом для основания города. 10 июля 1852 года Андерсон выкупил 100 акров плантации Кинга: 48 акров в штате Теннесси и 52 акра в штате Виргиния. 16 июля 1852 года он решил дать будущему городу название «Бристол». 1 августа 1852 года началось межевание земли под город, которое завершилось за три дня, и уже к лету 1853 года были возведены первые жилые и коммерческие здания. 16 сентября 1853 года Андерсон с семьёй переехал в Бристол, а 5 ноября в его доме открылось почтовое отделение; 24 декабря 1853 года заработал первый магазин, а с 1854 года начал функционировать банк.
К северу от Бристола, за ручьём Бивер-Крик, находилась земля, принадлежавшая Сэмюэлу Гудсону, который решил начать свой собственный проект под названием «Гудсонвил». В 1856 году Гудсонвил был объединён с виргинской частью Бристола в единый населённый пункт под названием «Гудсонвил», однако это название не прижилось, и в 1890 году виргинской части города было возвращено название «Бристол».

## Культура
В 1998 году специальной резолюцией Конгресса США Бристолю был присвоен титул «Место рождения музыки кантри».